# Jatimakmur (Pondokgede)
Jatimakmur is een bestuurslaag in het regentschap Kota Bekasi van de provincie West-Java, Indonesië. Jatimakmur telt 59.107 inwoners (volkstelling 2010).